# Mignerette
Mignerette település Franciaországban, Loiret megyében. Lakosainak száma 357 fő (2022. január 1.). Mignerette Courtempierre, Chapelon, Corbeilles, Mignères és Moulon községekkel határos.

## Népesség
A település népességének változása:
| Lakosok száma | 206  | 182  | 247  | 323  | 379  | 388  | 395  | 405  | 389  | 357  |
|               | 1968 | 1982 | 1990 | 2006 | 2013 | 2015 | 2017 | 2019 | 2020 | 2022 |